# Справжня поліцитемія
Справжня поліцитемія (також хвороба Вакеза[джерело?]) — прогресивне мієлопроліферативне захворювання, яке характеризується, передусім, збільшенням кількості еритроцитів, а у 2/3 хворих — одночасним збільшенням кількості лейкоцитів і тромбоцитів.

## Етіологія та патогенез
Причини справжньої поліцитемії не відомі, проте доведено клонове походження захворювання. Основний субстрат пухлини — зрілі еритроцити, але при гіперплазії всіх трьох ростків кровотворення може бути підвищений вміст гранулоцитів та тромбоцитів. Доведено, що при еритремії рівень еритропоетину в сироватці крові знижений на відміну від вторинних еритроцитозів, спричинених гіпоксією та деякими пухлинами. Було показано, що утворення еритроцитарних колоній в культурі кісткового мозку при справжній поліцитемії відбувається без додавання еритропоетину. В зв'язку із останнім висунуто припущення, що при справжній поліцитемії еритроцитоз не регулюється звичайними фізіологічними механізмами і є автономним. Доведено наявність двох популяцій еритроцитарних колонієутворювальних клітин — одна із них являє собою нормальні еритроїдні клітини-попередники, інша є аномальною має клонове походження. Саме остання популяція клітин зумовлює розвиток захворювання і гіперчутлива навіть до незначних доз еритропоетину. При симптоматичних еритроцитозах цей феномен спостерігається досить рідко.
Отже, основним патогенетичним фактором справжньої поліцитемії є гіперчутливість стовбурової кровотворної клітини до еритропоетину і, можливо, до інших гемопоетичних факторів, що призводить в подальшому до інтенсивної проліферації усіх трьох ростків кровотворення.

## Класифікація
Згідно із МКХ-10 еритремія має шифр С 92.1
Класифікація за стадіями (Wassermann, Gilbert, 1986).
І — початкова (малосимптомна); тривалість 5 років і більше.
ІІ — еритремічна (розгорнута): II А — без мієлоїдної метаплазії селезінки; тривалість -10-20 р. і більше;
II Б — з мієлоїдною метаплазією селезінки.
III — постеритремічна мієлоїдна метаплазія з мієлофіброзом і без нього.
У перебігу еритремії розрізняють три стадії (О. В. Демидова, 1969): I — початкова, перебігає безсимптомно, характеризується помірною плеторою, незначним еритроцитозом, селезінка не збільшена.
ІІ — розгорнутих клінічних проявів (еритремічна)
ІІА стадія (відсутня мієлоїдна метаплазія селезінки, спостерігається гепатоспленомегалія. У крові — еритроцитемія, тромбоцитоз, зсув лейкоцитарної формули вліво, збільшення кількості базофілів. У кістковому мозку — тотальна гіперплазія трьох ростків, мегакаріоцитоз)
ІІВ стадія — характеризується наявністю метаплазії селезінки, виражені плетора, сплено- і гепатомегалія. В аналізі крові — панцитоз, зсув лейкоцитарної формули до мієлоцитів
ІІІ — термінальна (анемічна), характеризується розвитком вторинного мієлофіброзу, анемії, тромбоцитопенії, лейкопенії. У печінці та селезінці — мієлоїдна метаплазія

## Клінічні прояви
Основні симптоми еритремії зумовлені високим еритроцитозом, збільшенням об'єму циркулюючої крові, підвищенням її густини, тобто плеторою (повнокров'я). Хворіють частіше чоловіки. Захворювання розвивається поступово. Відмічаються загальна слабість, важкість у голові, головний біль, безсоння, оніміння та нападоподібний біль у кінчиках пальців, почервоніння їх (еритромелалгія), що пов'язано з підвищеним кровонаповненням судин, порушенням мікроциркуляції. Через цю причину можливе виникнення виразок дванадцятипалої кишки та шлунка. Нерідко спостерігаються тромбози великих артерій, інфаркти міокарда, тромботичний інсульт, тромбофлебіти у зв'язку з уповільненням кровотоку, збільшенням густини крові. Але можуть бути й кровотечі різної локалізації внаслідок переповнення судин кров'ю, функціональною неповноцінністю тромбоцитів. Часто непокоїть свербіж шкіри, особливо після купання, умивання.
Характерний загальний вигляд хворих на еритремію: шкіра та слизові оболонки вишнево-червоного кольору, кон'юнктива гіперемійована («очі кролика»). Ця симптоматика спостерігається у 95-98 % хворих. На щоках і кінчику носа часто спостерігаються телеангіектазії. Іноді на шкірі з'являються висипання подібні до кропивниці, acne vulgaris, acne rosacea. Артеріальний тиск підвищений. Характерними особливостями артеріальної гіпертензії при даному захворюванні є більш частий розвиток ускладнень (недостатність коронарного кровотоку з нападами стенокардії, інфарктом міокарда, недостатність мозкового кровотоку) в порівнянні із хворими без гіпертензії. При дослідженні очного дна виявляється набряк зорового нерва, застійні звиті судини.
Печінка може бути збільшена (внаслідок мієлоїдної метаплазії та підвищеного кровонаповнення). Описаний розвиток синдрому Бадда-Хіарі, обумовленого оклюзією печінкових вен. Більш ніж у 90 % хворих спостерігається збільшення селезінки.

## Діагностика
Діагностика еритремії базується на цитоморфологічному дослідженні крові, кісткового мозку, даних додаткових методів обстеження. Запідозрити еритремію можна в чоловіків у разі збільшення рівня гемоглобіну понад 170 г/л, кількості еритроцитів більше ніж 6 • 1012/л, у жінок- відповідно 150 г/л та 5,3 • 1012/л. Найінформативнішим є визначення загального об'єму еритроцитів за допомогою радіологічного методу, який при еритремії в чоловіків перевищує 36 мл/кг, а в жінок — 32 мл/кг. Окрім згаданих вище показників у хворих із справжньою поліцитемією виявляють збільшення рівня гематокриту, з прогресуванням захворювання приєднується тромбоцитоз, може спостерігатися лейкоцитоз із зсувом лейкоцитарної формули вліво до мієлоцитів; у 5—8 разів зростає в'язкість крові. ШОЕ різко зменшена (0 — 2 мм/год). Збільшення активності лужної фосфатази нейтрофілів (180—300 у.о.) є патогномонічним для еритремії.
Дослідження пунктату кісткового мозку часто малоінформативне, тому для верифікації діагнозу доцільно проводити гістологічне дослідження кісткового мозку (трепанобіопсію), за яким визначають гіперплазію еритроцитарного або всіх трьох ростків мієлопоезу, помірне збільшення кількості еритро- і нормобластів. Це дослідження дозволяє віддиференціювати еритремію від мієлофіброзу. У першому випадку має місце повне заміщення жирового депо гіперплазованою гемопоетичною тканиною, особливо мегакаріоцитами, явища фіброзу відсутні або незначні. При другій патології виявляють змінену архітектоніку кістки, гемопоетична тканина витіснена сполучною.
У сироватці крові у хворих на еритремію виявляють підвищений рівень вітаміну В12, збільшення в'язкості крові, високий гематокрит, високий рівень сечової кислоти. У хворих із частими кровопусканнями може розвиватися сидеропенія.
Для об'єктивізації діагностики еритремії запропоновано стандартизовані критерії симптомів.
Категорія А
А1 Збільшення загального об'єму еритроцитів понад 36 мл/кг у чоловіків та 32 мл/кг у жінок
А2 Нормальне насичення артеріальної крові киснем
АЗ Спленомегалія
Категорія В
В1 Тромбоцитоз понад 400 г/л
В2 Лейкоцитоз понад 12 г/л
ВЗ Показник активності лужної фосфатази нейтрофілів понад 100 у.о. Підвищений рівень вітаміну В12
Діагноз вважають вірогідним, якщо у хворого наявні всі три критерії категорії А або два критерії категорії А у поєднанні з двома будь-якими критеріями категорії В.

## Диференціальна діагностика
Захворювання необхідно диференціювати із вторинними та відносними еритроцитозами. Вторинні еритроцитози можна розподілити на фізіологічні, тобто такі, що виникають унаслідок компенсаторної гіперпродукції еритропоетину, та еритроцитози внаслідок неадекватної продукції еритропоетину. До першої групи відносять: гіпоксичний стан у результаті перебування на висоті, серцево-судинні захворювання, особливо природжені вади серця, захворювання легенів з альвеолярною гіповентиляцією, у завзятих курців, метгемоглобінемії, сімейні поліцитемії (наявний аномальний гемоглобін з високою афінністю до кисню). До другої групи відносять такі захворювання нирок, як гідронефроз, кісти та гіпоксію нирок унаслідок тромбування ниркових артерій, а також масивні фіброміоми матки, первинний рак печінки на початкових стадіях та гемангіому мозочка.
До відносних еритроцитозів належать еритроцитози, які виникають унаслідок зменшення ОЦП та вторинного згущення крові з відносним переважанням кількості еритроцитів в одиниці об'єму крові — при зневодненні організму, перерозподілі плазми крові, при опіках, нейросудинних реакціях.
Критерії діагнозу:
-наявність плеторичного синдрому: вишнево-червоне забарвлення шкіри і видимих слизових, артеріальна гіпертензія
еритромелалгія, тромбози, геморагічний синдром; — спленомегалія;
-зміни в периферичній крові: панцитоз, збільшення гемоглобіну, гематокриту, зменшення ШОЕ; — гіперплазія червоного, гранулоцитарного, мегакаріоцитарного ростків кісткового мозку за даними стернальної пункції; — триросткова проліферація в кістковому мозку із витісненням з нього жиру (за даними трепанобіопсії кісткового мозку); — низький рівень еритропоетину в крові; — відсутність причин для розвитку вторинних еритроцитозів.
Приклади формулювання діагнозу:
- Еритремія: ІІ А стадія; тромбоз судин правої нирки, вторинна гіпертензія, І ступеня; СН 0.
- Еритремія: І стадія, вторинна гіпертензія, II ступеня; СН 0.
- Еритремія: III термінальна стадія; шлунково-кишкова кровотеча [дата], важкого ступеня; панцитопенія

## Лікування
1. Режим — залежно від стадії захворювання.
2. Дієта — залежно від ураження внутрішніх органів.
3. Медикаментозно: Найширше для лікування еритремії застосовують кровопускання на фоні терапії антикоагулянтами: перед проведенням кровопускання хворому підшкірно в передню черевну стінку вводять 5000 ОД гепарину. Якщо виникає загроза тромбоутворення, у наступні після кровопускання дні можна продовжувати застосування антикоагулянтів прямої дії в половинних дозах. Обов'язковим є проведення гемодилюції сольовими розчинами або низькомолекулярними декстранами (реополіглюкін), які покращують мікроциркуляцію. З метою профілактики тромбоутворення призначають дезагреганти: трентал, дипіридамол (курантил), тиклід, аспірин.

Хороший ефект має еритроцитоферез. За одну процедуру видаляють 1000—1600 мл еритроконцентрату, що містить 7,5-14x109/л еритроцитів. Маніпуляцію повторюють 1-3 рази з інтервалами 5-7 днів.
Цитостатичну терапію застосовують у хворих з вираженою проліферацією тромбоцитарного або всіх трьох ростків гемопоезу, прогресуючим збільшенням селезінки або печінки.
Тепер у лікуванні еритремії використовують мієлосан, який призначають при гіпертромбоцитозі та прогресуючій спленомегалії в дозі 2—6 мг на добу тривалістю не більше ніж 4—6 тиж. Короткий період застосування пояснюється вираженим мієлосупресивним впливом препарату.
Гідроксисечовина — цитостатик, який впливає на проліферувальні клони клітин, призначають у дозі 1—1,5 г на добу. Препарат дає короткотривалий ефект, тому паралельно проводять кровопускання.
Хворим з гіперурикемією показаний алопуринол (мілурит). Пацієнтам, яким часто проводять кровопускання, допускається призначення препаратів заліза, оскільки в них часто розвивається сидеропенія.
Інтерферони — пригнічують патологічну мієлопроліферацію, знижують продукцію тромбоцитів і лейкоцитів. Альфа-інтерферон призначають по 3*106 МО/м2 через день п/ш; тривалість лікування — 12 міс. і більше.
Останнім часом широко застосовують препарат гідреа, який є антиметаболітом. Для індукції ремісії призначають гідреа по 30 мг на 1 кг маси тіла на добу щоденно протягом 1-2 тиж, при зменшені тромбоцитів і лейкоцитів доза препарату знижується до 15 мг на 1 кг маси тіла. Підтримуюча доза 0,5-1 г на добу.

## Прогноз
Захворювання може тривати багато років, в період якого хворі зберігають клінічну компенсацію і працездатність, однак повного видужання не буває.